# Netiw ha-Lamed-He
Netiw ha-Lamed-He (hebr. נתיב הל"ה; oficjalna pisownia w ang. Netiw ha-Lamed-He) – kibuc położony w Samorządzie Regionu Matte Jehuda, w Dystrykcie Jerozolimy, w Izraelu. Członek Ruchu Kibuców.

## Położenie
Kibuc jest położony wśród wzgórz Judei, w odległości 2 kilometrów na południe od miasta Bet Szemesz.

## Historia
Pierwotnie w tej okolicy znajdowała się arabska wioska Bajt Nattif. Podczas I wojny izraelsko-arabskiej w drugiej połowie maja 1948 wioskę zajęły egipskie oddziały. Podczas operacji Ha-Har w dniu 21 października 1948 wioskę zajęli Izraelczycy. Mieszkańcy zostali wysiedleni, a większość domów wyburzono.
Kibuc został założony w 1949.

## Gospodarka
Gospodarka kibucu opiera się na rolnictwie.